# Notre-Dame Auxiliaire
Notre-Dame Auxiliaire is een parochiekerk in Nice, Frankrijk. De kerk werd ontworpen door architecten Jules Lefebvre en Marius Déporta in art-decostijl, met het gebruik van gekleurd beton voor de muren en gewapend beton. De binnenmuren zijn versierd met vergulde mozaïeken en de plafonds met fresco's van Eugène Doucet met geometrische figuren. De glasramen zijn van Antoine Bessac.